# Кузнецов, Павел Викторович
Павел Викторович Кузнецов (род. 10 июля 1961, Струнино, Владимирская область) — советский тяжелоатлет, четырёхкратный чемпион СССР (1983, 1984, 1987, 1990), двукратный чемпион Европы (1983, 1984), двукратный чемпион мира (1983, 1987), чемпион Олимпийских игр (1988). Заслуженный мастер спорта СССР (1983). Заслуженный работник физической культуры Российской Федерации (2011).

## Биография
Родился 10 июля 1961 года в городе Струнино. Начал заниматься тяжёлой атлетикой в возрасте 7 лет под руководством своего отца Виктора Кузнецова.
С 1978 года работал инструктором-методистом спортивного общества «Буревестник», затем был членом сборной команды СССР по тяжёлой атлетике. Окончил Владимирский политехнический институт.
С 1987 по 2006 года служил в Управлении внутренних дел Владимирской области на должностях начальствующего состава, майор.
С 2003 года — директор ГОУ ДО СДЮШОР по тяжёлой атлетике. Президент Владимирской областной федерации тяжёлой атлетики. Судья международной категории. За время тренерской работы подготовил мастера спорта международного класса Светлану Титову (чемпионка РФ 1997 г.), Владимира Кириллова (победитель первенства РФ в 1998 г. среди юношей до 18 лет), Аллу Шелоумову (неоднократный призёр и победитель первенства РФ среди молодёжи, чемпионка России среди женщин 2004 г.), а также 10 мастеров спорта. Почётный гражданин города Владимир.
В 2014 году губернатор Владимирской области Светлана Орлова подписала постановление о присвоении Владимирской специализированной детско-юношеской спортивной школе олимпийского резерва по тяжёлой атлетике имени Павла Кузнецова.

## Спортивная карьера
| Международные соревнования |              |                  |           |           |                |           |
| Год                        | Соревнование | Место проведения | Результат | Сумма, кг | Рывок + толчок | Категория |
| 1983                       | ЧМ (ЧЕ)      | Москва           | чемпион   | 422,5     | 182,5 + 240    | до 100 кг |
| 1984                       | ЧЕ           | Витория          | чемпион   | 400       | 182,5 + 217,5  | до 100 кг |
| 1985                       | ЧМ           | Сёдертелье       | 2-е место | 407,5     | 185 + 222,5    | до 100 кг |
| 1987                       | ЧЕ           | Реймс            | 3-е место | 410       | 182,5 + 227,5  | до 100 кг |
| 1987                       | ЧМ           | Острава          | чемпион   | 422,5     | 192,5 + 230    | до 100 кг |
| 1988                       | ОИ           | Сеул             | чемпион   | 425       | 190 + 235      | до 100 кг |
| 1989                       | ЧМ (ЧЕ)      | Афины            | 3-е место | 400       | 180 + 220      | до 100 кг |
| Чемпионаты СССР            |              |                  |           |           |                |           |
| Год                        | Соревнование | Место проведения | Результат | Сумма, кг | Рывок + толчок | Категория |
| 1983                       |              | Москва           | чемпион   | 427,5     | 187,5 + 240    | до 100 кг |
| 1984                       |              | Минск            | чемпион   | 430       | 190 + 240      | до 100 кг |
| 1987                       |              | Архангельск      | чемпион   | 435       | 192,5 + 242,5  | до 100 кг |
| 1990                       |              | Липецк           | чемпион   | 425       | 190 + 235      | до 110 кг |

В 1983-1987 установил 3 мировых рекорда и 4 рекорда СССР.

## Награды и звания
- Орден «Знак Почёта» (1985)
- Орден Дружбы народов (1989)
- Звание заслуженный мастер спорта СССР (1983)
- Звание заслуженный работник физической культуры Российской Федерации (31 мая 2011)